# Onthophagus xanthomerus
Onthophagus xanthomerus es una especie de insecto del género Onthophagus, familia Scarabaeidae, orden Coleoptera.
Fue descrita científicamente por Bates en 1887.